# Ciccaba albitarsis
Ciccaba albitarsis là một loài chim trong họ Strigidae.